# Harley Quinn Smith
Harley Quinn Smith (Red Bank, 26 de junho de 1999) é uma atriz estadunidense. Seu primeiro papel foi em Jay and Silent Bob Strike Back, quando Kevin Smith, seu pai, a colocou para interpretar Silent Bob durante a infância. Em seguida, fez papeis menores e, em 2014 e 2015, protagonizou Tusk e Yoga Hosers.

## Filmografia

### Cinema
| Ano  | Título                         | Papel                      |
| ---- | ------------------------------ | -------------------------- |
| 2001 | Jay and Silent Bob Strike Back | Silent Bob (jovem)         |
| 2004 | Jersey Girl                    | Tracy Colelli              |
| 2006 | Clerks II                      | Criança na Janela          |
| 2014 | Tusk                           | Menina Atendente #1        |
| 2016 | Holidays                       | Holly                      |
| 2016 | Yoga Hosers                    | Colleen McKenzie           |
| 2018 | All These Small Moments        | Lindsay                    |
| 2019 | Era uma Vez em... Hollywood    | "Froggie"                  |
| 2019 | Madness in the Method          | Ela mesma                  |
| 2019 | Jay and Silent Bob Reboot      | Millennium "Milly" Faulken |
| 2022 | KillRoy Was Here               | Wendy                      |
| 2022 | Student Body                   | Nadia Parker               |
| 2022 | Clerks III                     | Millennium "Milly" Faulken |
| 2024 | The 4:30 Movie                 | Irmã Sugar Walls           |

### Televisão
| Ano        | Título                              | Papel           |
| ---------- | ----------------------------------- | --------------- |
| 2014, 2016 | Comic Book Men                      | Ela mesma       |
| 2017       | Supergirl                           | Izzy Williams   |
| 2018       | Hollyweed                           | —               |
| 2019       | Halloween Wars                      | Ela mesma       |
| 2020       | Day by Day                          | Liza            |
| 2021       | Cruel Summer                        | Mallory Higgins |
| 2023       | The Boulet Brothers' Dragula        | Ela mesma       |
| 2024       | Masters of the Universe: Revelation | Rainha Amelia   |